# Mechanical Resonance
| Recensione | Giudizio |
| ---------- | -------- |
| AllMusic   |          |

Mechanical Resonance è il primo album in studio del gruppo musicale statunitense Tesla, pubblicato l'8 dicembre 1986 dalla Geffen Records.

## Descrizione
Le canzoni dell'album combinano lo stile heavy metal degli anni ottanta con varie influenze blues rock tipiche degli anni settanta. Diversi brani sono caratterizzati dagli intrecci di chitarra di Frank Hannon e Tommy Skeoch, sia all'acustica che all'elettrica, alternando momenti lenti e cadenzati ad altri irruenti e potenti.
La seconda traccia del disco, Cumin' Atcha Live, appare nella colonna sonora del videogioco Grand Theft Auto: Vice City. La settima traccia, Modern Day Cowboy, è invece inclusa come canzone suonabile nel videogioco musicale Guitar Hero: Warriors of Rock. La nona traccia, Little Suzi, è una cover del brano Little Suzi's on the Up originariamente inciso nel 1981 dai Ph.D..
Nel 2016, in occasione del trentesimo anniversario, i Tesla hanno eseguito l'intero album dal vivo per la pubblicazione del disco Mechanical Resonance Live.

## Tracce
1. Ez Come Ez Go – 3:32 (Jeff Keith, Frank Hannon, Brian Wheat, Tommy Skeoch, Troy Luccketta)
2. Cumin' Atcha Live – 4:25 (Keith, Hannon, Wheat)
3. Gettin' Better – 3:20 (Keith, Hannon)
4. 2 Late 4 Love – 3:50 (Keith, Hannon, Wheat, Skeoch, Luccketta)
5. Rock Me to the Top – 3:38 (Keith, Skeoch)
6. We're No Good Together – 5:15 (Keith, Hannon, Luccketta)
7. Modern Day Cowboy – 5:19 (Keith, Hannon, Skeoch)
8. Changes – 5:02 (Keith, Hannon, Wheat, Skeoch, Luccketta)
9. Little Suzi (cover dei Ph.D.) – 4:55 (Jim Diamond, Tony Hymas)
10. Love Me – 4:15 (Keith, Hannon, Wheat)
11. Cover Queen – 4:32 (Keith, Hannon)
12. Before My Eyes – 5:25 (Keith, Hannon, Skeoch, Luccketta)

## Formazione
Gruppo
- Jeff Keith – voce
- Frank Hannon – chitarre, tastiere, mandolino elettrico, cori
- Tommy Skeoch – chitarre, cori
- Brian Wheat – basso, cori
- Troy Luccketta – batteria, percussioni

Produzione
- Steve Thompson – produzione
- Michael Barbiero – produzione, ingegneria del suono, missaggio
- Michael Beyer – ingegneria del suono e missaggio dell'intro acustico di Little Suzi
- George Marino – mastering presso lo Sterling Sound di New York

## Classifiche

### Classifiche settimanali
| Classifica (1987) | Posizione massima |
| ----------------- | ----------------- |
| Stati Uniti       | 32                |

### Classifiche di fine anno
| Classifica (1987) | Posizione |
| ----------------- | --------- |
| Stati Uniti       | 57        |